# Rosa Fumetto
Rosa Fumetto, nome d'arte di Patrizia Novarini (Torino, 22 agosto 1946), è una showgirl, danzatrice, attrice e cantante italiana. Celebre spogliarellista del Crazy Horse, storico locale parigino di cabaret, è stata pin-up e personaggio di spicco negli spettacoli a contenuto erotico fra gli anni settanta e ottanta in Francia e in Italia.

## Biografia
Figlia di una ballerina, nel 1968 venne notata e assunta da Alain Bernardin nel suo famoso locale di strip-tease parigino, il Crazy Horse, diventandone rapidamente la vedette di punta e rimanendovi con grande successo per nove anni. Nel 1973 esordisce come attrice cinematografica con il film erotico Les tentations de Marianne; successivamente ha recitato in diverse pellicole fra cui Lo specchio del desiderio (1983), diretto da Jean-Jacques Beineix e interpretato da Gérard Depardieu e Nastassja Kinski, senza però avere molta fortuna. Nel 1979 incide il singolo Crazy Moon, edito dalla RCA, che ottiene un buon successo commerciale in Spagna. Pubblica in seguito un nuovo singolo, Non mi chiedere perché, nel 1984.
Nel 1983 appare con successo in televisione come spogliarellista di classe nel varietà sexy Il cappello sulle ventitré, trasmesso su Rai 2 in seconda serata; è la prima showgirl ad eseguire uno strip-tease integrale nella televisione italiana. In questi anni posa inoltre per Playmen; benché prossima alla quarantina, il suo sedere, considerato uno dei più perfetti dell'epoca, viene scelto (battendo quello di Nadia Cassini) come testimonial dello slip Roberta in una celebre pubblicità degli anni ottanta, focalizzata esclusivamente sul fondoschiena dell'attrice coperto da uno slip di cotone bianco e da una lunga treccia bionda posticcia. Lo slogan era: Lo slip dei vent'anni. Nel 2006 è in teatro nella piéce Se ne cadette 'o teatro, per la regia di Bruno Colella e al fianco di Ernesto Mahieux. L'anno seguente interpreta il ruolo di Lola nel film Gloss - Cambiare si può di Valentina Brandolini.

## Filmografia

### Cinema
- Les tentations de Marianne, regia di Francis Leroi (1973) (come Patrizia Novarini)
- Le Boucher, la star et l'orpheline, regia di Jérôme Savary (1975) (come Patrizia Novarini)
- Crazy Horse (Crazy Horse the Paris), regia di Alain Bernardin (1977)
- La vedova del trullo, regia di Franco Bottari (1979)
- Italian Boys, regia di Umberto Smaila (1982)
- Pover'ammore, regia di Vincenzo Salviani e Fernando Di Leo (1982)
- Lo specchio del desiderio (La Lune Dans le Caniveau), regia di Jean-Jacques Beineix (1983)
- Cartoline italiane, regia di Memè Perlini (1987)
- Gloss - Cambiare si può, regia di Valentina Brandolini (2007)

### Televisione
- Il cappello sulle ventitré –varietà televisivo (1983-1986)
- L'ispettore Sarti – serie TV, episodio 1x12 (1991)
- Passioni, regia di Fabrizio Costa – soap opera (1993)

## Discografia

### Singoli
- 1979 – Crazy Moon/Una rosa per te (RCA Italiana, PB 6364, 7")
- 1979 – Crazy Chat (RCA Italiana, 12")
- 1984 – Non mi chiedere perché/Aux Caraibes (Ros Record, RRNP 68, 7")